# Marin Jurina
Marin Jurina (Livno, 26. studenog 1993.), bosanskohercegovački nogometaš.

## Karijera
Nogometom se počeo baviti u omladinskoj školi Sloge iz Uskoplja, a zaigrao je i za seniorsku momčad matičnog kluba. Na ljetnim pripremama 2012. na Kupresu priključuje se splitskom Hajduku za koji je nastupao samo u pet pripremnih utakmica uz dva postignuta pogotka. Isto ljeto posuđen je Primorcu iz Stobreča za koji u 15 utakmica postiže pet golova u 2. HNL. Već na zimu iz Hajduka prelazi u mostarski Zrinjski u kojem zbog problema s registracijom dugo nije bio u kadru prve momčadi, pa se nakon pola godine priključuje hrvatskom prvoligašu Zadru.
U sezoni 2014./15. nastupa za Etzellu Ettelbrück iz Luksemburga gdje u prvoj ligi postiže sedam golova u 24 utakmice. Iz Etzelle prelazi u Čapljinu, a zatim u slovenskog prvoligaša Koper s kojim je izborio opstanak u ligi. Tijekom zimskog prijelaznog roka 2017. godine odlazi na šestomjesečnu posudbu u drugoligaški Ankaran. Nakon Kopra tijekom sezone 2017./18. igra za Krško, a od siječnja 2018. postaje igrač zeničkog Čelika. Prvi dio sezone 2019./20. provodi na posudbi u skopskom Škupiju, a u siječnju 2020. prelazi u mađarskog prvoligaša Mezőkövesdi.
Krajem kolovza 2022. potpisuje za saudijski Al-Faisaly FC u kojem se kratko zadržao, te slijedi povratak u Mađarsku gdje kratko igra za DVTK, a potom odlazi u budimpeštanski MTK.

## Vanjske poveznice
- Profil na transfermarkt.de (njem.)